# Droits de l'homme en République centrafricaine
La République centrafricaine, que le Haut-Commissaire des Nations unies a décrite comme subissant « la crise la plus négligée au monde », a un bilan extrêmement médiocre en matière de droits de l'homme. Elle est désignée « non libre » par Freedom House de 1972 à 1990, en 2002 et 2003, et de 2014 à nos jours, puis classée "partiellement libre" de 1991 à 2001 et de 2004 à 2013. Selon l'indice de développement humain des Nations unies, elle se classe 179e sur 187 pays. Entre 1988 et 2008, l'espérance de vie est passée de 49 ans à 47,7 ans.
Selon le département d'État américain, d'importantes violations des droits de l'homme se produisent dans le pays. Il s'agit notamment des exécutions extrajudiciaires par les forces de sécurité ; la torture, les passages à tabac et le viol de suspects et de prisonniers ; l'impunité, notamment au sein des forces armées ; les conditions difficiles et potentiellement mortelles dans les prisons et les centres de détention ; arrestation et détention arbitraires, détention provisoire prolongée et déni de procès équitables ; intimidations et restrictions occasionnelles de la presse ; restrictions à la liberté de mouvement; corruption officielle ; et les restrictions aux droits des travailleurs.
Le rapport du département d'État cite également une violence populaire généralisée et souvent mortelle ; la prévalence des mutilations génitales féminines ; la discrimination envers les femmes et les Pygmées ; la traite des personnes ; le travail forcé ; et le travail des enfants. La liberté de mouvement est limitée dans la partie nord du pays « en raison des actions des forces de sécurité de l'État, des bandits armés et d'autres entités armées non étatiques » et grâce aux combats entre les forces gouvernementales et antigouvernementales, de nombreuses personnes ont été déplacées à l'intérieur du pays.

## Rapports récents sur les violations des droits de l'homme
Ces dernières années, le principal obstacle aux droits de l'homme en République centrafricaine est peut-être la persistance d'une lutte armée généralisée dans le pays entre les forces gouvernementales et les groupes rebelles et, dans certains cas, entre les groupes rebelles en guerre. En octobre 2008, un rapport de la section des droits de l'homme du Bureau d'appui des Nations unies pour la consolidation de la paix dans le pays, connu sous le nom de BONUCA, décrit « une grave aggravation de la situation sécuritaire dans le nord du pays où les forces gouvernementales, les rebelles et les bandits de grand chemin ont été actifs, qui ont tous commis des atrocités » et déclare que « [l]es exécutions extrajudiciaires, la torture et les arrestations arbitraires, pour la plupart imputées aux forces de défense et de sécurité et encouragées par une culture d'impunité, contribuent à une détérioration considérable des droits de l'homme ».
Le rapport du BONUCA note en outre que les forces gouvernementales « violent allègrement les lois de la guerre. Dans leurs opérations contre les rebelles ou les bandits, ils ne font aucune distinction entre ceux qui ont pris les armes et les civils… En représailles, les militaires brûlent des maisons, exécutent des personnes accusées à tort ou à raison de complicité avec des rebelles ou des bandits ». Selon le BONUCA, des militaires de la ville de Bouar ont exposé « des têtes coupées qu'ils prétendaient appartenir à des bandits de grand chemin qu'ils avaient abattus », que des bandits « torturent des voyageurs, pillent des riverains et enlèvent des femmes et des enfants contre rançon », que le groupe rebelle nommé Armée populaire pour la restauration de la démocratie (APRD) "empêche certains habitants de se déplacer" et que des hommes armés appartenant probablement à l'Armée de résistance du Seigneur (LRA) avaient "enlevé 150 personnes, dont 55 enfants et les avaient physiquement maltraitées". D'autre part, le BONUCA a déclaré que le gouvernement avait été très coopératif avec les groupes de défense des droits de l'homme.
En février 2010, la Haut-Commissaire des Nations unies aux droits de l'homme, Navanethem Pillay, déclare que l'impunité pour les violations des droits de l'homme est l'un des défis majeurs de la République centrafricaine. Citant « des exécutions sommaires, des disparitions forcées, des arrestations illégales et des détentions », elle a appelé à « des efforts acharnés... … pour mettre fin à ces abus de pouvoir extrêmement graves ».
Un rapport d'Amnesty International sur l'évolution de la situation dans le pays en 2011 donne un aperçu des différents groupes rebelles qui représentent un défi pour les forces gouvernementales, observant que la partie nord-ouest du pays "est sous le contrôle effectif de l'Armée populaire pour la restauration de la démocratie (APRD), un groupe armé qui a signé un accord de paix avec le gouvernement », tandis que « l'Armée de résistance du Seigneur (LRA) accroît le nombre et la sévérité de ses attaques » dans le sud-est et l'est. En juillet 2011, l'Union des forces démocratiques pour le rassemblement (UFDR) attaque et occupe la ville de Sam Ouandja, dans le nord-est du pays, "prétendument en représailles aux attaques contre ses positions par la Convention des patriotes pour la justice et la paix (CPJP)... Entre juin et août, trois factions de la CPJP signent des accords de paix avec le gouvernement, bien que leurs combattants continuent à être armés ». Amnesty International note qu'à la suite de toutes ces hostilités, "une proportion importante de la RCA échappe au contrôle du gouvernement", avec plus de 200 000 personnes déplacées à l'intérieur du pays et environ 200 000 autres vivant en tant que réfugiés dans les pays voisins.
Le 10 décembre 2012, les forces de la coalition Séléka, composées principalement de membres de l'APRD et de l'UFDR, lancent une offensive contre les forces gouvernementales, et le 11 janvier 2013, un accord de paix est signé dans lequel les parties conviennent d'organiser de nouvelles élections législatives. En janvier 2013, le Parlement européen se dit préoccupé par la situation, appelant les parties à respecter le cessez-le-feu et condamnant "toutes les tentatives de prise de pouvoir par la force". Le Parlement européen désigne l'utilisation d'enfants soldats dans les conflits en cours comme un motif de préoccupation particulière. L'International Rescue Committee est contraint de fermer ses bureaux dans le pays à la suite des violences de décembre, mais les rouvre en janvier, soulignant que la situation restait néanmoins "tendue... alors que les pourparlers de paix entre le gouvernement, l'alliance rebelle et les partis d'opposition commencent au Gabon ».
Un rapport du 10 janvier 2013 de la Fédération internationale pour les droits humains (FIDH) appelle toutes les parties dans le pays « à mettre fin aux violations des droits de l'homme, à protéger les civils, et à négocier et mettre en place une meilleure gouvernance pour la République centrafricaine, en particulier pour une véritable lutte contre l'impunité des auteurs des crimes les plus graves ». Un rapport du Comité international de la Croix-Rouge du 11 janvier 2013 indique qu'en dépit des pourparlers en cours à Libreville, les habitants des villes de Sibut et de Damara, en première ligne du conflit, « fuient leurs maisons par peur de la violence armée » et « installent des abris de fortune dans la brousse, où ils sont à la merci des moustiques porteurs du paludisme ». Le même jour, le Haut Commissariat des Nations unies pour les réfugiés publie un communiqué disant qu'elle craint les conséquences possibles d'une reprise des hostilités, notant qu'elle a « reçu des informations faisant état de milliers de personnes déplacées dans le nord et l'est depuis le début de l'avancée de la Séléka il y a environ un mois".
Le 18 janvier 2013, Louisa Lombard du New York Times décrit la RCA comme un "laboratoire de longue date pour les initiatives internationales de consolidation de la paix" qui échouent continuellement. Elle note que si l'ONU a à plusieurs reprises "promu des programmes DDR (en) - désarmement, démobilisation et réintégration - pour aider les groupes armés à rejoindre les communautés civiles", l'approche DDR "finit par écarter ceux qu'elle est censée bénéficier et créer des incitations pour les désenchantés de prendre les armes", parce que les programmes "supposent que les gouvernements qu'ils assistent fonctionnent comme l'État idéal de Max Weber - en maintenant le monopole de l'usage de la force, en fournissant des services à tous les citoyens".
En réalité, écrit Lombard, le gouvernement de la RCA "vit des pots-de-vin tout en laissant les autorités rurales se débrouiller pour la plupart". Elle accuse le Comité directeur du DDR, fondé en 2009 sous les auspices de l'ONU et d'autres organisations internationales, d'avoir passé beaucoup de temps « à parler et à tergiverser », mais n'a rien accompli, alors même que « les membres du comité, ainsi que les membres du personnel étrangers, ont empoché des salaires confortables". Lombard déplore le fait qu'après la montée en puissance de la coalition Seleka en décembre 2012, "les acteurs internationaux considèrent toujours le DDR comme un élément nécessaire de la boîte à outils de rétablissement de la paix".
Le 24 juin 2014, dans un rapport, la Fédération internationale des droits de l'homme (FIDH) déclare que "des crimes de guerre et des crimes contre l'humanité continuent d'être commis alors que le conflit de l'impunité fait rage" en RCA.

### Avertissements de génocide
En novembre 2013, l'ONU avertit que le pays risque de sombrer dans un génocide et la France décrit le pays comme "... au bord du génocide". L'augmentation de la violence provient en grande partie des attaques de représailles contre les civils des combattants de la Séléka, principalement musulmans, et des milices chrétiennes appelées « anti-balaka », c'est-à-dire « anti-machette » ou « anti-épée ». Les chrétiens représentent la moitié de la population et les musulmans 15%, selon le World Factbook de la CIA. Comme de nombreux chrétiens ont des modes de vie sédentaires et que de nombreux musulmans sont nomades, les revendications foncières sont une autre dimension des tensions.

## Contexte historique
La République centrafricaine obtient son indépendance de la France en 1960, après quoi il s'ensuit ce que l'International Rescue Committee appelle "des décennies de mauvaise gestion et d'anarchie" et ce que le Centre des droits de l'homme de Berkeley Law décrit comme "des décennies d'instabilité politique, la fragilité de l'État, la mauvaise gestion et une série de conflits armés... De nombreux pays à travers le monde sont enfermés dans un cycle de pauvreté, de conflit et de destruction. Peu, cependant, ont reçu aussi peu d'attention que la République centrafricaine (RCA)". L'histoire moderne de la nation est marquée par la lutte armée entre les forces gouvernementales et divers groupes rebelles, souvent plusieurs à la fois, et par de nombreux coups d'État et tentatives de coup d'état.
David Dacko, qui établit un État à parti unique peu de temps après l'indépendance, est renversé lors d'un coup d'État en 1965 par le colonel Jean-Bédel Bokassa, qui se nomme président à vie en 1972 et empereur en 1976. Les coups d'État de 1979 et 1981 conduisent à un gouvernement par une junte militaire ; des élections libres ont lieu en 1993 et, en 2003, le général François Bozizé prend le pouvoir. Deux ans plus tard, il est élu président lors d'élections généralement considérées comme libres et équitables. Au cours de ses années au pouvoir, son régime est menacé par des vagues successives de rébellion par un certain nombre d'organisations rebelles différentes. Son mandat devait se terminer le 11 juin 2010, mais le 10 mai de cette année-là, les membres de l'Assemblée nationale adoptent un amendement constitutionnel prolongeant son mandat ainsi que le leur. Le 30 juillet 2010, Bozizé décrète que le premier tour des élections présidentielles et législatives aura lieu en janvier 2011. Les élections ont bien lieu en janvier et Bozizé est réélu.

## Organisations de défense des droits de l'homme
Les groupes de défense des droits de l'homme peuvent opérer en République centrafricaine avec peu de restrictions officielles, mais le gouvernement n'a pas tendance à être sensible à leurs préoccupations. Les ONG nationales de défense des droits de l'homme limitent leurs opérations presque exclusivement à la capitale. Certaines ONG ont mis en doute la neutralité du seul groupe faîtier d'ONG officiellement reconnu du pays, le Conseil inter-ONG en RCA (CIONGCA), qui est dirigé par un parent du président. Parmi les groupes locaux de défense des droits de l'homme actifs et efficaces figurent la LCDH (Ligue Centrafricaine des Droits de l'Homme), l'OCDH (Office centrafricain des Droits de l'Homme), l'ACAT (l'Action des Chrétiens pour l'Abolition de la Torture), et AWJ (Association des femmes juristes). Bien que les organisations internationales soient autorisées à opérer sans ingérence, elles sont souvent dévalisées par les forces anti-gouvernementales sur les routes rurales. En raison du degré élevé d'insécurité dans certaines parties de la République centrafricaine, certains groupes internationaux de défense des droits de l'homme ont fermé leurs bureaux dans le pays.

## Haut-Commissariat aux droits de l'homme et à la bonne gouvernance
Le Bureau du Haut-Commissariat aux droits de l'homme et à la bonne gouvernance est chargé d'enquêter sur les violations des droits de l'homme par le gouvernement, mais manque de personnel et de financement, et ne fonctionne donc qu'à Bangui. Les critiques disent qu'il s'agit plus d'un porte-parole du gouvernement que d'un bureau des droits de l'homme. Il existe également une commission des droits de l'homme à l'Assemblée nationale, mais elle est très sous-financée et son autonomie est mise en doute.

## Droits fondamentaux
En vertu de la constitution de la République centrafricaine, tous les êtres humains sont égaux sans distinction de richesse, de race, de handicap, de langue ou de sexe. Mais ces dispositions ne sont pas effectivement appliquées et il existe une discrimination considérable.
La police est inefficace, sous-financée et payée de manière irrégulière, et le manque de confiance du public en elle conduit souvent à la violence collective contre les suspects. Il est possible de porter plainte contre des policiers pour abus, mais le personnel du parquet est mal équipé pour traiter le volume de plaintes. Alors que le BINUCA coopère avec des organisations de défense des droits de l'homme, il est critiqué pour ne pas traiter correctement les abus dans ses rangs. Bien que les perquisitions sans mandat soient illégales, elles ont lieu. Lors d'opérations contre les forces anti-gouvernementales, l'armée a incendié des maisons et tué des villageois accusés d'aider les rebelles, et les forces anti-gouvernementales ont pris des civils en otage et extorqué de l'argent à leurs proches.
La constitution et les lois du pays garantissent la liberté d'expression et de la presse, mais dans la pratique, les menaces et l'intimidation sont utilisées pour limiter les critiques à l'égard du gouvernement. Le gouvernement est accusé d'avoir harcelé des journalistes et d'avoir mis leurs téléphones sur écoute. Les journaux critiquent le président, mais ne sont pas largement disponibles en dehors de la capitale, principalement en raison de l'absence d'un service postal opérationnel. Le faible taux d'alphabétisation du pays limite également leur audience. Les stations de radio nationales privées ont tendance à éviter de couvrir les actualités susceptibles d'attirer l'attention indésirable du gouvernement, bien que les radiodiffuseurs internationaux tels que Radio France Internationale, qui ne subissent pas une telle pression sur eux, puissent également être captés par les auditeurs du pays.
La télévision en République centrafricaine est un monopole d'État, avec une couverture médiatique généralement biaisée en faveur du gouvernement. Le Haut Conseil des communications (HCC), qui est chargé d'accorder les licences de publication et de diffusion et de protéger la liberté d'expression, est censé être indépendant, mais est en partie nommé par le gouvernement et serait sous le contrôle du gouvernement. L'efficacité des médias d'information est affaiblie par leurs problèmes financiers, leurs carences professionnelles et le manque d'accès aux informations de l'État. Les journalistes des médias privés ne sont pas autorisés à couvrir certains événements officiels et doivent souvent se fier aux communiqués de presse.
En 2010, une caméraman est battue, volée et violée en présence de ses enfants et de son mari, mais personne n'est arrêté. Certains hauts fonctionnaires ont menacé des journalistes qui critiquaient le gouvernement. De nombreux journalistes pratiquent l'autocensure par peur des représailles du gouvernement. Depuis 2005, il n'y a pas eu de censure officielle ni d'emprisonnement pour diffamation, bien que la diffamation ou la calomnie soit toujours passible d'une amende pouvant aller jusqu'à huit millions de francs CFA (16 000 dollars). Il est illégal de diffuser du matériel jugé « misogyne ». L'utilisation d'Internet n'est ni restreinte ni surveillée, bien que seule une infime minorité de personnes dans le pays aient accès à Internet.
Bien que le droit de réunion soit garanti par la Constitution, il est parfois restreint, les organisateurs de réunions publiques devant s'inscrire 48 heures à l'avance. Les réunions politiques nécessitent l'approbation du gouvernement et ne peuvent avoir lieu dans les écoles ou les églises. La Constitution garantit également la liberté d'association, bien que toutes les associations doivent demander des enregistrements, qui sont généralement accordés sans délai.
La Constitution de la République centrafricaine protège, et le gouvernement respecte généralement, la liberté religieuse et interdit les préjugés religieux. Une certaine discrimination sociétale existe cependant dans le pays, qui est à 51 % protestant, 29 % catholique romain, 15 % musulman, avec un grand nombre de personnes pratiquant l'animisme. La sorcellerie, qui jusqu'à récemment était un crime capital, est désormais passible de 10 ans de prison et d'une amende. C'est à la discrétion personnelle des juges de décider si oui ou non un accusé "se comporte comme une sorcière". Les groupes religieux non autochtones doivent s'enregistrer auprès des autorités et, pour recevoir l'approbation du gouvernement, ils doivent compter plus de 1 000 membres et avoir des dirigeants dont la formation théologique est considérée comme légitime par l'État. Les groupes religieux ont le droit de produire des émissions hebdomadaires gratuites sur la station de radio officielle.
La liberté de mouvement à l'intérieur du pays, les voyages à l'étranger, l'émigration et le rapatriement sont garantis par la Constitution, mais les deux premiers sont limités dans la pratique, les fonctionnaires exigeant des pots-de-vin aux points de contrôle. L'extorsion aux barrières routières illégales décourage le commerce et les voyages, paralysant ainsi gravement l'économie du pays. La liberté de mouvement est également difficile dans les zones de conflit. Les étrangers, autres que les diplomates, doivent obtenir des visas de sortie pour quitter le pays, ce qui peut nécessiter de prouver qu'ils ne doivent pas d'argent au gouvernement.
Les forces gouvernementales commettent fréquemment des exécutions extrajudiciaires. De nombreux bandits armés et groupes antigouvernementaux tuent et kidnappent également des civils. Et il y a des personnes qui tuent des individus qu'elles soupçonnent d'être des sorciers ou des sorcières. La torture est interdite par la Constitution, mais la torture des suspects, des détenus et des prisonniers est courante. Les forces anti-gouvernementales sont également responsables de nombreux abus. Des soldats et d'autres forces gouvernementales violent des civils. La corruption est illégale, mais les lois contre elle ne sont pas efficacement appliquées, et la Banque mondiale a décrit la corruption gouvernementale comme un problème majeur dans le pays. Les fonds publics sont régulièrement détournés.

## Droits des femmes
Le viol est illégal, mais pas le viol conjugal. Il n'y a pas de peine minimale pour le viol et la loi contre ce viol n'est pas effectivement appliquée. En 2010, la Haut-Commissaire des Nations unies aux droits de l'homme, Pillay, a appelé à une action urgente en réponse à la violence sexuelle à l'égard des femmes, qui est omniprésente. Une femme sur sept interrogée dans le cadre d'une étude de 2009 a déclaré avoir été violée au cours de l'année précédente, et les chercheurs ont estimé qu'ils avaient des raisons de croire que l'incidence réelle du viol était encore plus élevée. Vingt-deux pour cent des femmes interrogées ont déclaré avoir été gravement battues par un membre de leur ménage. Le harcèlement sexuel est illégal et courant, mais il n'est pas combattu efficacement et aucune sanction n'est prévue. Alors que les femmes jouissent de droits égaux en matière d'héritage et de propriété en vertu du droit civil, elles sont souvent soumises à des lois coutumières discriminatoires, en particulier dans les zones rurales.
Les femmes sont victimes de discrimination économique et sociale. Les femmes célibataires ne sont pas considérées comme chefs de famille et se voient souvent refuser les subventions familiales auxquelles elles sont censées avoir droit. Ils se voient également refuser l'égalité d'accès à l'éducation et à l'emploi. Les droits au divorce sont toutefois équitables. Beaucoup de femmes, surtout celles qui sont très âgées et sans famille, sont accusées d'être des sorcières. En 2010, la Haut-Commissaire des Nations unies aux droits de l'homme Pillay s'est dit préoccupée par le fait que des femmes étaient accusées, arrêtées et / ou attaquées par des foules pour être des sorcières. Un dialogue national parrainé par le gouvernement en 2003 a proposé que les femmes occupent 35 % des postes dans les ministères et les partis gouvernementaux, mais cet objectif n'a pas été atteint.

## Droits des enfants
Les enfants nés dans le pays ou de parents qui en sont citoyens ont droit à la citoyenneté. Environ la moitié des enfants ne sont pas enregistrés, ce qui peut entraîner un refus d'accès à l'éducation ou à d'autres services. La scolarité est obligatoire jusqu'à 15 ans. Les frais de scolarité sont gratuits, mais les livres, les fournitures, le transport et les assurances ne le sont pas. Les filles se voient refuser l'égalité d'accès à l'enseignement primaire et ont tendance à abandonner tôt en raison de la pression pour se marier et avoir des enfants. Peu de Ba'aka (Pygmées) vont à l'école primaire ; le gouvernement ne fait aucun effort pour changer cela. La maltraitance des enfants est illégale mais répandue, tout comme les mutilations génitales féminines. Bien que l'âge minimum légal du mariage civil soit de 18 ans, 61 % des filles se marient avant 18 ans. Il n'y a pas de lois contre le viol légal ou la pédopornographie. Le travail des enfants est courant, en grande partie forcé. Des enfants sont utilisés comme soldats, avec des rapports d'enfants aussi jeunes que 12 ans servant dans les forces anti-gouvernementales.
Il y a plus de 6 000 enfants des rues âgés de 5 à 18 ans. "De nombreux experts pensent que le VIH / sida et la croyance en la sorcellerie, en particulier dans les zones rurales, contribuent au grand nombre d'enfants des rues", rapporte le département d'État américain en 2011. "On estime que 300 000 enfants ont perdu un de leurs parents ou les deux à cause du VIH/sida, et les enfants accusés de sorcellerie (souvent en rapport avec des décès liés au VIH/sida dans leur quartier) sont souvent expulsés de leur foyer et sont parfois victimes de violence sociétale ." La République centrafricaine n'est pas partie à la Convention de La Haye de 1980 sur les aspects civils de l'enlèvement international d'enfants. De nombreux groupes armés antigouvernementaux kidnappent des enfants et les retiennent contre rançon. Certains enfants sont également contraints de travailler comme esclaves sexuels, comme porteurs transportant des biens volés pour des bandits, ou comme ouvriers agricoles et mineurs (en particulier dans l'extraction de diamants),.
En janvier 2013, l'UNICEF a appelé la République centrafricaine à « mettre fin au recrutement d'enfants par les groupes rebelles et les milices pro-gouvernementales », notant des rapports récents selon lesquels ces groupes étaient en train de recruter des enfants. Même avant la dernière éruption de violence en décembre, l'UNICEF a indiqué, "environ 2 500 enfants - filles et garçons - étaient associés à de multiples groupes armés, y compris des groupes d'autodéfense, en RCA". L'UNICEF a en outre observé que "plus de 300 000 enfants ont déjà été touchés par la violence en RCA et ses conséquences, notamment par le recrutement, la séparation familiale, la violence sexuelle, le déplacement forcé et l'accès limité à l'éducation et aux établissements de santé".

## Droits des réfugiés et des demandeurs d'asile
La République centrafricaine dispose d'un système d'aide aux réfugiés et, dans la pratique, il les protège d'un retour dans des pays où leur vie ou leur liberté seraient en danger pour diverses raisons. Les réfugiés sont acceptés sans sélection et le gouvernement coopère avec le HCR et d'autres groupes, parmi lesquels Médecins sans frontières, Caritas, International Medical Corps et l'ONG Cooperazione Internazionale (COOPI), pour aider les réfugiés.

## Droits des minorités
La violence contre les Mbororo est généralisée et ils ont parfois des difficultés à obtenir des services gouvernementaux. Les Ba'Aka (Pygmées), qui représentent 1 à 2 % de la population, ne sont pas représentés au gouvernement et n'ont aucun pouvoir politique. La discrimination sociétale contre les Ba'Aka est importante et le gouvernement fait peu pour l'empêcher. Ils ne reçoivent pas de carte d'identité et se voient donc refuser certains droits et services. Certains des Ba'Aka sont effectivement des esclaves, et tous sont essentiellement des citoyens de seconde classe.

## Droits des personnes handicapées
La discrimination à l'égard des personnes handicapées est illégale et un certain pourcentage de membres de la fonction publique et d'employés de grandes entreprises doivent être handicapés. La discrimination sociétale n'est pas un problème, mais l'accessibilité aux bâtiments n'est pas obligatoire. La plupart des handicaps dans le pays sont dus à la poliomyélite.

## Droits LGBT
Le comportement homosexuel public est passible de deux ans de prison et d'une amende, mais le gouvernement ne semble pas cibler les homosexuels.

## Droits liés au VIH/SIDA
Les personnes vivant avec le VIH/SIDA font l'objet de discrimination, mais celle-ci a diminué en grande partie grâce aux efforts déployés par les agences des Nations unies et les ONG pour accroître la sensibilisation.

## Droits des personnes en état d'arrestation
La loi interdit l'arrestation et la détention arbitraires et prévoit un recours judiciaire rapide en cas de telles irrégularités; mais ces dispositions sont souvent ignorées, et des observateurs informés suggèrent que l'arrestation arbitraire est "la violation des droits de l'homme la plus courante commise par les forces de sécurité" en 2010. Il existe certains délais dans lesquels les détenus doivent être informés des accusations et traduits devant un juge, mais dans la pratique, ces délais ne sont souvent pas respectés. Le gouvernement est censé fournir des avocats aux accusés indigents, et il existe une possibilité de libération sous caution, et ces dispositions sont généralement respectées. Les personnes accusées de crimes contre la sûreté de l'État sont soumises à des directives plus strictes. De nombreuses personnes sont arrêtées et accusées de sorcellerie, qui est un crime capital. Fin 2010, les responsables de la prison de Bangui ont déclaré qu'environ 18 % des femmes détenues avaient été arrêtées pour sorcellerie.
La détention provisoire prolongée est un problème majeur. Les personnes en détention provisoire représentaient environ 67 % de la population de la prison centrale de Ngaragba fin 2010 et environ 63 % de la population de la prison centrale de Bimbo. Bien que la plupart des détenus soient informés rapidement des accusations portées contre eux, beaucoup attendent des mois avant d'être traduits devant un juge, et certains sont maintenus en prison pendant des années sans procès en raison de problèmes bureaucratiques. La torture des suspects est courante et n'est pas punie. Parmi les formes de torture employées par la police, il y a « le café », qui consiste à frapper la plante des pieds d'une personne avec une matraque ou un bâton, puis à forcer cette personne à marcher.

## Droits des justiciables
La Constitution de la République centrafricaine garantit un pouvoir judiciaire indépendant, mais les tribunaux sont sensibles à l'influence du pouvoir exécutif. La Haut-Commissaire des Nations unies aux droits de l'homme Pillay a exprimé ses inquiétudes à ce sujet en 2010, bien qu'elle ait salué la révision par l'Assemblée nationale de la législation qui améliorerait l'indépendance judiciaire et renforcerait les efforts pour réparer les violations des droits de l'homme.
L'inefficacité, l'incompétence, les retards de paiement des salaires et le manque de ressources sont autant de problèmes judiciaires majeurs. Avec seulement 38 palais de justice et 124 magistrats dans le pays, de nombreux citoyens n'ont pas facilement accès au système judiciaire civil, ce qui fait que les tribunaux familiaux et villageois traditionnels continuent de jouer un rôle majeur. L'inefficacité des tribunaux conduit également les gens à se faire justice eux-mêmes, à tenir des tribunaux locaux, à faire appel aux chefs locaux et à recourir à la justice populaire, en particulier dans les affaires impliquant des personnes accusées de sorcellerie.
Les procès criminels sont devant jury et les accusés jouissent de droits tels que la présomption d'innocence, un procès public, le droit d'être présent, de voir et de présenter des preuves, d'avoir un défenseur public et de faire appel. Le gouvernement respecte généralement ces droits et fournit un avocat aux accusés qui n'ont pas les moyens de se payer un avocat, mais les ressources gouvernementales limitées entraînent souvent des retards dans la fourniture d'avocats, et les Ba'Aka (Pygmées) sont souvent soumis à des procès inéquitables. Le droit à un procès équitable est souvent compromis par la corruption judiciaire, les avocats payant les juges pour des verdicts favorables. Des cas de sorcellerie sont fréquemment jugés.

## Droits des prisonniers
Les conditions carcérales en République centrafricaine sont décrites par le département d'État américain comme "extrêmement dures et, dans certains cas, potentiellement mortelles", les prisons en dehors de la capitale étant "encore pires" que celles qui s'y trouvent. Les détenus sont soumis à la torture et à d'autres types de traitements cruels et dégradants. L'assainissement, la ventilation, l'éclairage et l'approvisionnement en eau sont de qualité inférieure, tout comme les soins médicaux. La surpopulation est un problème majeur.
Les familles des détenus doivent généralement fournir de la nourriture pour compléter les rations insuffisantes fournies par les prisons, et certaines prisons en dehors de la capitale ne fournissent aucune nourriture aux détenus et exigent des pots-de-vin pour remettre de la nourriture aux détenus des familles de ces derniers. Les détenus sont autorisés à recevoir des visites, bien que les visiteurs doivent souvent payer des pots-de-vin. Les prisonniers sont souvent contraints de travailler sans rémunération. Dans certaines prisons, les hommes et les femmes sont détenus ensemble, tout comme les adultes et les mineurs, et les personnes en détention provisoire sont régulièrement détenues avec les condamnés.
Les centres de détention sont en proie à des problèmes encore pires que les prisons, bien qu'essentiellement du même genre. Fair Trials International a évoqué "le bilan épouvantable du pays en matière de droits de l'homme, y compris les conditions difficiles et potentiellement mortelles dans ses centres de détention". Selon le département d'État américain, « les centres de détention de la police de Bangui se composaient de cellules surpeuplées avec très peu de lumière et de seaux qui fuyaient pour les toilettes ». Les médicaments ne sont pas disponibles et les détenus atteints de maladies infectieuses ne sont pas séparés des autres. Au lieu de lits, les suspects dorment généralement sur des sols en ciment ou en terre battue. Les gardes exigent des pots-de-vin pour l'eau, la nourriture, les douches et les visites. Un centre de détention n'a ni fenêtres ni toilettes ; dans un autre établissement, les détenus dorment enchaînés. Les visites des prisons par les observateurs des droits de l'homme sont restreintes, refusées ou retardées pendant des semaines ou des mois, bien que le Comité international de la Croix-Rouge ait un accès illimité aux prisonniers.

## Droits des travailleurs
Tous les travailleurs, à l'exception des hauts fonctionnaires et des forces de sécurité, peuvent adhérer à des syndicats, faire grève et négocier collectivement. Le travail forcé est illégal, mais cette interdiction n'est pas effectivement appliquée. Les femmes et les enfants sont forcés de travailler dans les fermes, dans les mines, les restaurants et autres lieux, et sont également soumis à l'exploitation sexuelle. Les adultes et les enfants Ba'Aka sont souvent contraints de travailler dans les fermes et ailleurs et sont fréquemment traités comme des esclaves.
Près de la moitié des enfants du pays âgés de 5 à 14 ans travaillent, dont certains dans des mines. Bien qu'il soit illégal d'employer des enfants dans les mines, cette interdiction n'est pas appliquée. Beaucoup des quelque 3000 enfants des rues de Bangui travaillent comme vendeurs ambulants. Les forces anti-gouvernementales utilisent des enfants soldats et les enfants déplacés travaillent de longues heures dans des champs dans des conditions de chaleur extrême.
Il existe différents salaires minima dans le secteur formel, selon le type de mot utilisé. Le secteur non formel n'est pas soumis à la réglementation du salaire minimum. En tout état de cause, le salaire minimum n'est pas suffisant pour assurer un niveau de vie décent. Il existe des semaines de travail standard et diverses normes officielles du travail et réglementations en matière de santé et de sécurité, mais elles ne sont pas appliquées.

## Liberté d'expression
La liberté d'expression est abordée dans la constitution; cependant, il y a eu des incidents d'intimidation du gouvernement dans le but de limiter les critiques des médias. Un rapport de l'indice de durabilité des médias de l'International Research and Exchanges Board a noté que "le pays a atteint au minimum ses objectifs, avec des segments du système juridique et du gouvernement opposés à un système de médias libres".

## Situation historique
Le graphique montre les notes de la RCA depuis 1972 dans les rapports Freedom in the World, publiés chaque année par Freedom House. Une note de 1 correspond à « libre » ; tandis qu'une note de 7 correspond à « non libre ».
| \| Année \| Droits civiques \| Libertés publiques \| Statut \| Chef d'État[23] \| \| 1972 \| 7 \| 7 \| Non libre \| Jean-Bedel Bokassa \| \| 1973 \| 7 \| 7 \| Non libre \| Jean-Bedel Bokassa \| \| 1974 \| 7 \| 7 \| Non libre \| Jean-Bedel Bokassa \| \| 1975 \| 7 \| 7 \| Non libre \| Jean-Bedel Bokassa \| \| 1976 \| 7 \| 7 \| Non libre \| Jean-Bedel Bokassa \| \| 1977 \| 7 \| 7 \| Non libre \| Jean-Bedel Bokassa \| \| 1978 \| 7 \| 7 \| Non libre \| Jean-Bedel Bokassa \| \| 1979 \| 7 \| 6 \| Non libre \| Jean-Bedel Bokassa \| \| 1980 \| 7 \| 5 \| Non libre \| David Dacko \| \| 1981 \| 7 \| 5 \| Non libre \| David Dacko \| \| 1982[24] \| 7 \| 5 \| Non libre \| André Kolingba \| \| 1983 \| 7 \| 5 \| Non libre \| André Kolingba \| \| 1984 \| 7 \| 6 \| Non libre \| André Kolingba \| \| 1985 \| 7 \| 6 \| Non libre \| André Kolingba \| \| 1986 \| 7 \| 6 \| Non libre \| André Kolingba \| \| 1987 \| 6 \| 6 \| Non libre \| André Kolingba \| \| 1988 \| 6 \| 6 \| Non libre \| André Kolingba \| \| 1989 \| 6 \| 6 \| Non libre \| André Kolingba \| \| 1990 \| 6 \| 5 \| Non libre \| André Kolingba \| \| 1991 \| 6 \| 5 \| Partiellement libre \| André Kolingba \| \| 1992 \| 6 \| 5 \| Partiellement libre \| André Kolingba \| \| 1993 \| 3 \| 4 \| Partiellement libre \| André Kolingba \| \| 1994 \| 3 \| 4 \| Partiellement libre \| Ange-Félix Patassé \| \| 1995 \| 3 \| 4 \| Partiellement libre \| Ange-Félix Patassé \| \| 1996 \| 3 \| 5 \| Partiellement libre \| Ange-Félix Patassé \| \| 1997 \| 3 \| 5 \| Partiellement libre \| Ange-Félix Patassé \| \| 1998 \| 3 \| 4 \| Partiellement libre \| Ange-Félix Patassé \| \| 1999 \| 3 \| 4 \| Partiellement libre \| Ange-Félix Patassé \| \| 2000 \| 3 \| 4 \| Partiellement libre \| Ange-Félix Patassé \| \| 2001 \| 5 \| 5 \| Partiellement libre \| Ange-Félix Patassé \| \| 2002 \| 5 \| 5 \| Partiellement libre \| Ange-Félix Patassé \| \| 2003 \| 7 \| 5 \| Non libre \| Ange-Félix Patassé \| \| 2004 \| 6 \| 5 \| Non libre \| François Bozizé \| \| 2005 \| 5 \| 4 \| Partiellement libre \| François Bozizé \| \| 2006 \| 5 \| 4 \| Partiellement libre \| François Bozizé \| \| 2007 \| 5 \| 5 \| Partiellement libre \| François Bozizé \| \| 2008 \| 5 \| 5 \| Partiellement libre \| François Bozizé \| \| 2009 \| 5 \| 5 \| Partiellement libre \| François Bozizé \| \| 2010 \| 5 \| 5 \| Partiellement libre \| François Bozizé \| \| 2011 \| 5 \| 5 \| Partiellement libre \| François Bozizé \| |                 |                    |                     |                    |
| Année | Droits civiques | Libertés publiques | Statut              | Chef d'État        |
| 1972 | 7               | 7                  | Non libre           | Jean-Bedel Bokassa |
| 1973 | 7               | 7                  | Non libre           | Jean-Bedel Bokassa |
| 1974 | 7               | 7                  | Non libre           | Jean-Bedel Bokassa |
| 1975 | 7               | 7                  | Non libre           | Jean-Bedel Bokassa |
| 1976 | 7               | 7                  | Non libre           | Jean-Bedel Bokassa |
| 1977 | 7               | 7                  | Non libre           | Jean-Bedel Bokassa |
| 1978 | 7               | 7                  | Non libre           | Jean-Bedel Bokassa |
| 1979 | 7               | 6                  | Non libre           | Jean-Bedel Bokassa |
| 1980 | 7               | 5                  | Non libre           | David Dacko        |
| 1981 | 7               | 5                  | Non libre           | David Dacko        |
| 1982 | 7               | 5                  | Non libre           | André Kolingba     |
| 1983 | 7               | 5                  | Non libre           | André Kolingba     |
| 1984 | 7               | 6                  | Non libre           | André Kolingba     |
| 1985 | 7               | 6                  | Non libre           | André Kolingba     |
| 1986 | 7               | 6                  | Non libre           | André Kolingba     |
| 1987 | 6               | 6                  | Non libre           | André Kolingba     |
| 1988 | 6               | 6                  | Non libre           | André Kolingba     |
| 1989 | 6               | 6                  | Non libre           | André Kolingba     |
| 1990 | 6               | 5                  | Non libre           | André Kolingba     |
| 1991 | 6               | 5                  | Partiellement libre | André Kolingba     |
| 1992 | 6               | 5                  | Partiellement libre | André Kolingba     |
| 1993 | 3               | 4                  | Partiellement libre | André Kolingba     |
| 1994 | 3               | 4                  | Partiellement libre | Ange-Félix Patassé |
| 1995 | 3               | 4                  | Partiellement libre | Ange-Félix Patassé |
| 1996 | 3               | 5                  | Partiellement libre | Ange-Félix Patassé |
| 1997 | 3               | 5                  | Partiellement libre | Ange-Félix Patassé |
| 1998 | 3               | 4                  | Partiellement libre | Ange-Félix Patassé |
| 1999 | 3               | 4                  | Partiellement libre | Ange-Félix Patassé |
| 2000 | 3               | 4                  | Partiellement libre | Ange-Félix Patassé |
| 2001 | 5               | 5                  | Partiellement libre | Ange-Félix Patassé |
| 2002 | 5               | 5                  | Partiellement libre | Ange-Félix Patassé |
| 2003 | 7               | 5                  | Non libre           | Ange-Félix Patassé |
| 2004 | 6               | 5                  | Non libre           | François Bozizé    |
| 2005 | 5               | 4                  | Partiellement libre | François Bozizé    |
| 2006 | 5               | 4                  | Partiellement libre | François Bozizé    |
| 2007 | 5               | 5                  | Partiellement libre | François Bozizé    |
| 2008 | 5               | 5                  | Partiellement libre | François Bozizé    |
| 2009 | 5               | 5                  | Partiellement libre | François Bozizé    |
| 2010 | 5               | 5                  | Partiellement libre | François Bozizé    |
| 2011 | 5               | 5                  | Partiellement libre | François Bozizé    |

## Traités internationaux
Les positions de la RCA sur les traités internationaux relatifs aux droits de l'homme sont les suivantes :
| \| Traité \| Organisation \| Introduit \| Signé \| Ratifié \| \| Convention pour la prévention et la répression du crime de génocide[25] \| Nations unies \| 1948 \| - \| - \| \| Convention internationale sur l'élimination de toutes les formes de discrimination raciale[26] \| Nations unies \| 1966 \| 1966 \| 1971 \| \| Pacte international relatif aux droits économiques, sociaux et culturels[27] \| Nations unies \| 1966 \| - \| 1981 \| \| Pacte international relatif aux droits civils et politiques[28] \| Nations unies \| 1966 \| - \| 1981 \| \| Premier protocole facultatif au Pacte international relatif aux droits civils et politiques[29] \| Nations unies \| 1966 \| - \| 1981 \| \| Convention sur l'imprescriptibilité des crimes de guerre et des crimes contre l'humanité[30] \| Nations unies \| 1968 \| - \| - \| \| Convention sur l'apartheid[31] \| Nations unies \| 1973 \| - \| 1981 \| \| Convention sur l'élimination de toutes les formes de discrimination à l'égard des femmes[32] \| Nations unies \| 1979 \| - \| 1991 \| \| Convention contre la torture et autres peines ou traitements cruels, inhumains ou dégradants[33] \| Nations unies \| 1984 \| - \| - \| \| Convention relative aux droits de l'enfant[34] \| Nations unies \| 1989 \| 1990 \| 1992 \| \| Deuxième protocole facultatif se rapportant au Pacte international relatif aux droits civils et politiques, visant à abolir la peine de mort[35] \| Nations unies \| 1989 \| - \| - \| \| Convention internationale sur la protection des droits de tous les travailleurs migrants et des membres de leur famille[36] \| Nations unies \| 1990 \| - \| - \| \| Protocole facultatif à la Convention sur l'élimination de toutes les formes de discrimination à l'égard des femmes[37] \| Nations unies \| 1999 \| - \| - \| \| Protocole facultatif à la Convention relative aux droits de l'enfant concernant l'implication d'enfants dans les conflits armés[38] \| Nations unies \| 2000 \| 2010 \| - \| \| Protocole facultatif sur la vente d'enfants, la prostitution des enfants et la pornographie mettant en scène des enfants[39] \| Nations unies \| 2000 \| 2010 \| - \| \| Convention relative aux droits des personnes handicapées[40] \| Nations unies \| 2006 \| 2007 \| - \| \| Protocole facultatif à la Convention relative aux droits des personnes handicapées[41] \| Nations unies \| 2006 \| 2007 \| - \| \| Convention internationale pour la protection de toutes les personnes contre les disparitions forcées[42] \| Nations unies \| 2006 \| - \| - \| \| Protocole facultatif au Pacte international relatif aux droits économiques, sociaux et culturels[43] \| Nations unies \| 2008 \| - \| - \| \| Protocole facultatif à la Convention relative aux droits de l'enfant sur une procédure de communication[44] \| Nations unies \| 2011 \| - \| - \| |               |           |       |         |
| Traité | Organisation  | Introduit | Signé | Ratifié |
| Convention pour la prévention et la répression du crime de génocide | Nations unies | 1948      | -     | -       |
| Convention internationale sur l'élimination de toutes les formes de discrimination raciale | Nations unies | 1966      | 1966  | 1971    |
| Pacte international relatif aux droits économiques, sociaux et culturels | Nations unies | 1966      | -     | 1981    |
| Pacte international relatif aux droits civils et politiques | Nations unies | 1966      | -     | 1981    |
| Premier protocole facultatif au Pacte international relatif aux droits civils et politiques | Nations unies | 1966      | -     | 1981    |
| Convention sur l'imprescriptibilité des crimes de guerre et des crimes contre l'humanité | Nations unies | 1968      | -     | -       |
| Convention sur l'apartheid | Nations unies | 1973      | -     | 1981    |
| Convention sur l'élimination de toutes les formes de discrimination à l'égard des femmes | Nations unies | 1979      | -     | 1991    |
| Convention contre la torture et autres peines ou traitements cruels, inhumains ou dégradants | Nations unies | 1984      | -     | -       |
| Convention relative aux droits de l'enfant | Nations unies | 1989      | 1990  | 1992    |
| Deuxième protocole facultatif se rapportant au Pacte international relatif aux droits civils et politiques, visant à abolir la peine de mort | Nations unies | 1989      | -     | -       |
| Convention internationale sur la protection des droits de tous les travailleurs migrants et des membres de leur famille | Nations unies | 1990      | -     | -       |
| Protocole facultatif à la Convention sur l'élimination de toutes les formes de discrimination à l'égard des femmes | Nations unies | 1999      | -     | -       |
| Protocole facultatif à la Convention relative aux droits de l'enfant concernant l'implication d'enfants dans les conflits armés | Nations unies | 2000      | 2010  | -       |
| Protocole facultatif sur la vente d'enfants, la prostitution des enfants et la pornographie mettant en scène des enfants | Nations unies | 2000      | 2010  | -       |
| Convention relative aux droits des personnes handicapées | Nations unies | 2006      | 2007  | -       |
| Protocole facultatif à la Convention relative aux droits des personnes handicapées | Nations unies | 2006      | 2007  | -       |
| Convention internationale pour la protection de toutes les personnes contre les disparitions forcées | Nations unies | 2006      | -     | -       |
| Protocole facultatif au Pacte international relatif aux droits économiques, sociaux et culturels | Nations unies | 2008      | -     | -       |
| Protocole facultatif à la Convention relative aux droits de l'enfant sur une procédure de communication | Nations unies | 2011      | -     | -       |